# 奧斯陸城市博物館

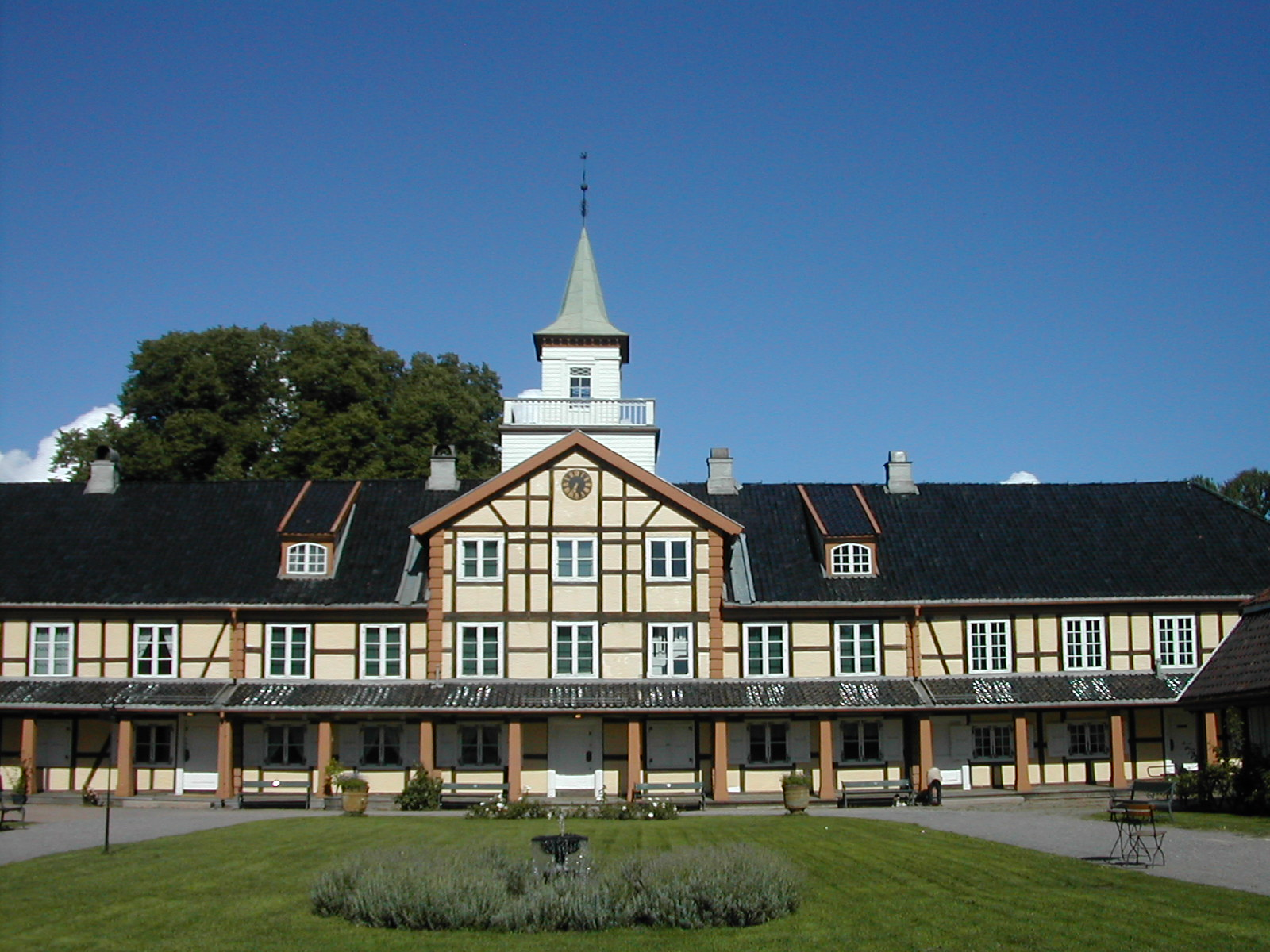

奧斯陸城市博物館（Oslo Bymuseum）是挪威首都奧斯陸的一座博物館，也是奧斯陸博物館的一部分，位於弗魯格納公園之內的弗魯格納莊園。

## 历史
在1995年至2006年期間，奧斯陸城市博物館曾是一座獨立的博物館。2006年之後，奧斯陸城市博物館成為新成立的奧斯陸博物館的一部分。

## 外部連結
- Oslo City Museum - Official site （页面存档备份，存于）

59°55′27.41″N 10°42′10.98″E / 59.9242806°N 10.7030500°E